# Павлов, Борис Сергеевич
Бори́с Серге́евич Па́влов (27 июля 1936 — 30 января 2016) — российский, советский и новозеландский математик. Профессор, доктор физико-математических наук. Профессор и заведующий кафедрой математики Оклендского университета в Новой Зеландии. Создатель научной школы по спектральной теории и комплексному анализу.

## Биография
Родился в городе Кронштадт (Ленинград). В 1953 году поступил, а в 1958 году окончил физический факультет ЛГУ (кафедра высшей математики и математической физики). Кандидатская диссертация («Исследование спектра несамосопряженного оператора −y’’ + qy») — 1964 год, научный руководитель М. Ш. Бирман. Докторская («Теория дилатаций и спектральный анализ несамосопряженных операторов») — 1974 год. Являлся проректором по учебной и научной работе ЛГУ. С 1979 по 1983 год — заведующий кафедрой математического анализа математико-механического факультета ЛГУ. Являлся секретарём партбюро Физического учебно-научного-комплекса ЛГУ. Затем профессор кафедры высшей математики и математический физики физического факультета ЛГУ/СПбГУ. С 1995 года заведующий межкафедральной лабораторией теории сложных систем физического факультета СПбГУ (с 2003 года именуется лабораторией квантовых сетей).
На физическом факультете ЛГУ/СПбГУ читал курсы «Математический анализ», «Методы математической физики», «Спектральная теория дифференциальных операторов».
В 1990-х гг. работал в Научном центре, возглавляемом лауреатом Нобелевской премии И. Р. Пригожиным (Центр по изучению сложных квантовых систем (англ. Center for Complex Quantum Systems) Остин, США).
С 2009 года сотрудничал с Исследовательским институтом в Massey University (Олбани, Новая Зеландия).
Первая премия Ленинградского государственного университета за цикл работ о теории несамосопряженных операторов (1984).
Был членом редакционной коллегии журнала «Наносистемы: физика, химия, математика».
Жена — Павлова Ирина Владимировна (р. 07.03.1935). Дочь, сын.

## Публикации
Автор более 100 публикаций.
Учебные пособия
- Булдырев В. С., Павлов Б. С. Линейная алгебра и функции многих переменных. — Л.: Изд-во ЛГУ, 1985.

### Прочие публикации
- Павлов Б. С. Уроки парадоксального мышления // Шестидесятые годы на физфаке ЛГУ. Сборник воспоминаний. Выпуск второй. — Гатчина Ленинградской обл.: Изд-во ФГБУ «ПИЯФ» НИЦ «Курчатовский институт», 2014. — С. 60—68.